# Literatura de Argentina

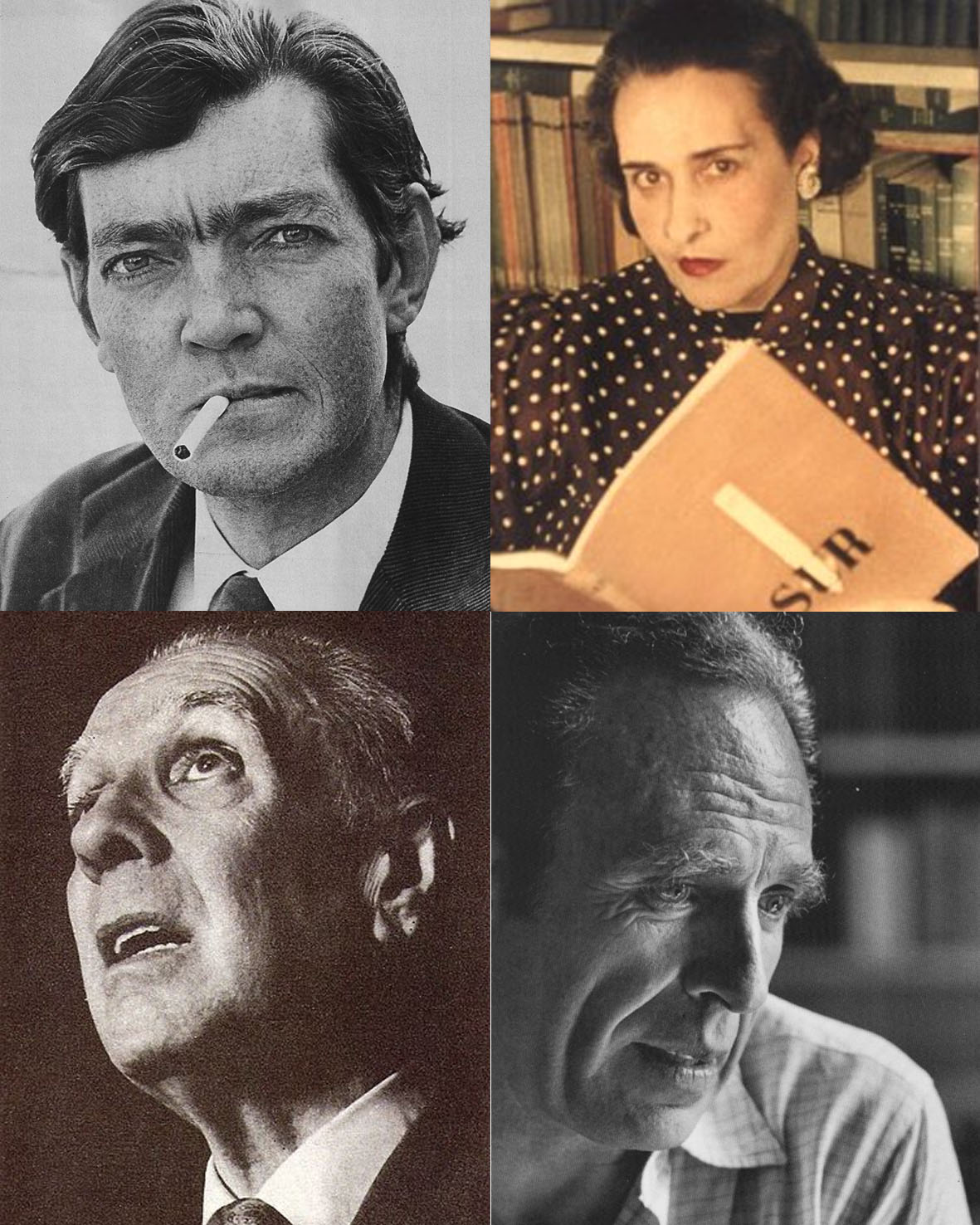
Julio Cortázar, Victoria Ocampo, Jorge Luis Borges y Adolfo Bioy Casares. Importantes figuras de la literatura argentina.

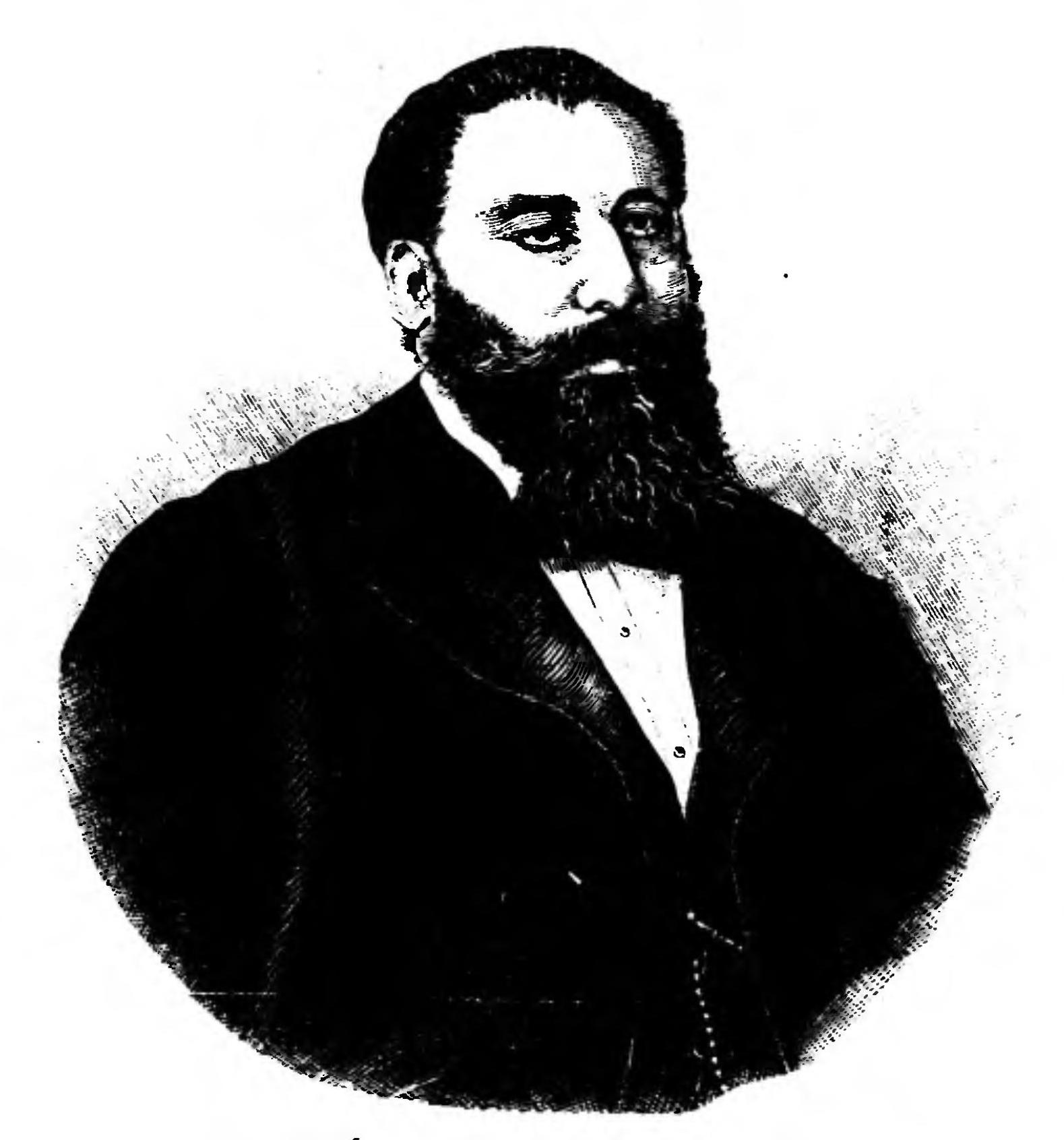
Imagen de José Hernández, autor de Martín Fierro

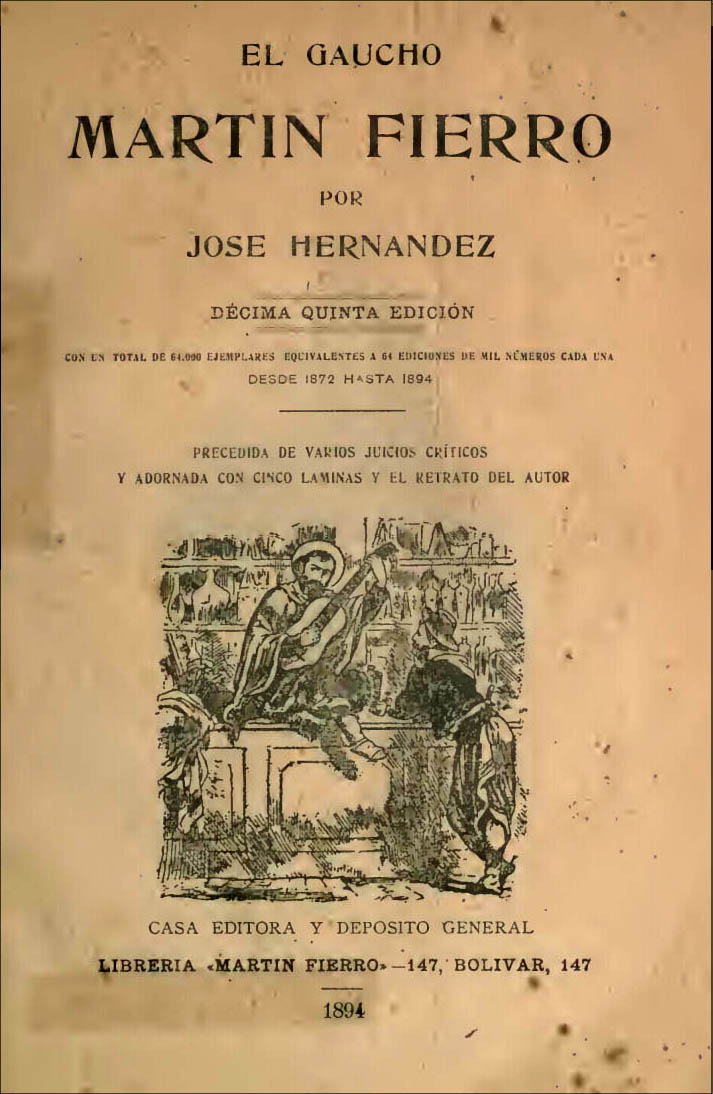
Portada de una edición de El gaucho Martín Fierro, de 1894, quinta edición.

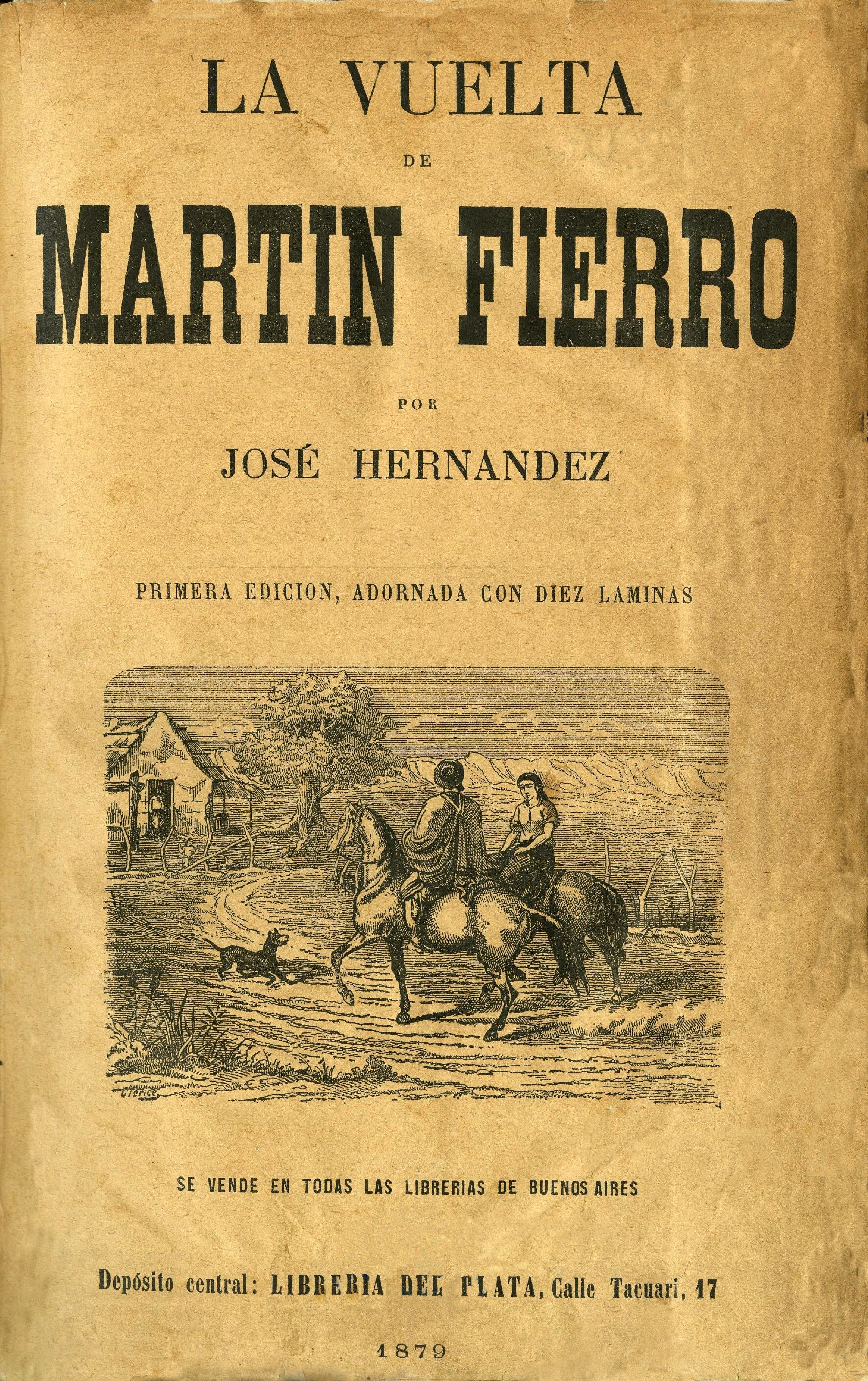
Portada del libro: La vuelta de Martín Fierro, primera edición de 1879.

La literatura argentina, es decir, el conjunto de obras literarias producidas por escritores de la Argentina, es una de las más prolíficas, relevantes e influyentes del idioma castellano y ocupa un lugar destacado dentro de la literatura en español y de la literatura universal.
Los orígenes de la expresión literaria en la región del Río de la Plata se remontan a las crónicas iniciales de los exploradores y misioneros.
La literatura argentina se consolidó en el marco del romanticismo del siglo XIX, con el movimiento de la Generación del 37, el cual propugnaba el abandono de los modos monárquicos y la búsqueda de una identidad nacional, con exponentes como Esteban Echeverría a través de su obra El Matadero, y Domingo F. Sarmiento con su ensayo Facundo. En la segunda mitad del siglo XIX, la literatura gauchesca alcanzó su madurez, con la obra cumbre de José Hernández, el poema El Gaucho Martín Fierro (1872). A finales del siglo XIX, Leopoldo Lugones se erigió como el principal exponente del modernismo argentino, siendo su obra poética considerada como un hito fundacional de la poesía moderna en lengua castellana.
En el siglo XX, hacia la década del 1920, surgen movimientos de vanguardia antagónicos como el 
Grupo Florida y el Grupo Boedo. El Grupo Florida conocido así por reunirse en la Confitería Richmond de la calle Florida en Buenos Aires y publicar en la revista Martín Fierro, con autores como Jorge Luis Borges, Leopoldo Marechal, Ricardo Guiraldes, Victoria Ocampo, Oliverio Girondo, entre otros y artistas como Antonio Berni, contra el Grupo Boedo que reunía a escritores cómo Roberto Arlt, Leónidas Barletta, Álvaro Yunque y artistas como Homero Manzi y recibía visitas de Juan de Dios Filiberto compositor del tango Caminito, de raigambre más humilde y se reunían en la geografía del barrio de Boedo en el Café El Japonés de Avenida Boedo y publicaban en la Editorial Claridad, constituyeron un fenómeno literario de raíces sociales que enriqueció la literatura argentina con la producción literaria de dichos autores.
En la década de 1960, el Boom latinoamericano llevó la narrativa argentina a la escena mundial, con figuras como Julio Cortázar y Manuel Puig.
Otras figuras clave del siglo XX en la prosa fueron Adolfo Bioy Casares, Ernesto Sabato, Silvina Ocampo y Ezequiel Martínez Estrada. En el género poético, destacaron las voces de Alfonsina Storni, Olga Orozco, Alejandra Pizarnik y Juan Gelman. A ellos se sumaron autores como Rodolfo Walsh y Antonio Di Benedetto, que se distinguieron por su literatura de denuncia y su prosa experimental. La literatura contemporánea, por su parte, fue profundamente influida por la obra de Ricardo Piglia, César Aira, Sara Gallardo y Hebe Uhart, entre muchos otros.

## Período colonial (1500-1800)
La literatura de habla hispana en el territorio argentino se inicia con la conquista y colonización española.
Los conquistadores traían consigo cronistas que redactaban y describían todos los acontecimientos importantes, aunque con ojos españoles y para un público lector español. 
Con la expedición de Pedro de Mendoza llegaron al Río de la Plata el clérigo Luis Miranda de Villafañe y el soldado alemán Ulrico Schmidl quienes, algunos años después, escribieron las primeras relaciones que se conocen y conservan sobre el viaje que, solo porque la acción sucede en el que más tarde será reconocido como el territorio argentino, pueden considerarse los dos primeros documentos de conformación de la prehistoria de la literatura nacional.
El Derrotero y viaje a España y a las Indias, de Schmidl, publicado en 1567 en idioma alemán en Baviera, relata la fundación de Buenos Aires y Asunción, y los conflictos con los indígenas y entre los conquistadores; ha sido muy discutido debido a las diferencias entre distintas traducciones y debe su fama, más que a su limitada calidad literaria, al tono pintoresco con que describe hechos, lugares, personas y animales.
Hacia 1569, y adjuntado a un expediente depositado en el Archivo General de Indias, se encontró parte del primero de los dos: una composición en verso titulada «Síguese el romance que V.S. Ilustrísima me pidió y mandó que le diese, el cual compuso Luis de Miranda, clérigo en aquella tierra». Publicado recién en 1878; Al romance elegíaco le cabe solo un mérito cronológico: ser el más antiguo del Río de la Plata. Su valor es entonces más documental que literario: fue casi desconocido hasta fines del siglo XVIII, resulta un poema alegórico excesivamente largo que, sin embargo, resulta atractivo justamente por su tono general de inspiración medieval.
Siendo Santiago del Estero la primera ciudad capital del interior de la Argentina (puesto que Buenos Aires fue fundada originalmente antes, aunque luego arrasada y refundada en el mismo sitio), se puede considerar a varios cronistas de esta población como los iniciadores de la crónica literaria y poesía argentina. Entre ellos destacan Luis Pardo, quien fuese alabado como poeta por Lope de Vega, y Mateo Rosas de Oquendo.
Una Probanza de Méritos da inicio a la narración literaria desde lo que sería llamada sucesivamente Ciudad del Barco y Santiago del Estero. Fue escrita en 1548 por un oficial de la conquista, Pedro González de Prado. En uno de sus pasajes informa al rey: "...pasamos mucha necesidad de comida e fui con el dicho Nicolás de Heredia que era capitán de toda la dicha gente a descubrir el Río Salado adonde se halló algún maíz e mucho pescado con que se remedió el dicho Real que tenía mucha necesidad".
Por su parte otro contemporáneo, Mateo Rosas de Oquendo, escribía su Famatina o descripción, Conquista y allanamiento de la provincia de Tucumán, desde la entrada de Diego de Rojas hasta el gobierno de Juan Rodríguez de Velazco.
Hacia mediados del siglo XVII la región Noroeste ya tenía su Historia, redactada por encargo del Cabildo al doctor Cosme del Campo.
La Universidad de Córdoba, fundada en 1613 (unos 23 años antes que Harvard), se convirtió, rápidamente, en un centro de cultura.
Luis José de Tejeda y Guzmán (Córdoba, 25 de agosto de 1604 - 10 de septiembre de 1680) fue el primer poeta nacido en el actual territorio argentino. La poesía de Luis de Tejeda se enmarca dentro de la Literatura del Barroco desarrollada en las colonias hispánicas en América. Su estilo corresponde en gran parte al culteranismo y se percibe la influencia de los poetas españoles del período, en especial de Luis de Góngora.
Pero, pese a los atisbos de buen poeta religioso que da en el "Soneto a Santa Rosa de Lima" o en "Soliloquio primero", queda en la historiografía de la literatura argentina, más como un caso —el del primer poeta de la colonia— que, estrictamente, como un escritor. 
Esto se vislumbra en la nula influencia que tuvo su obra en la de los poetas que en distintos momentos del siglo XX se vincularon con la tradición del Barroco Americano y Español, como Leopoldo Lugones a principios del siglo, Jorge Luis Borges en los años veinte y los poetas neobarrocos en los años ochenta.
La obra de Tejeda es redescubierta a principios del siglo XX por los primeros estudiosos de la literatura colonial en Argentina como Ricardo Rojas y Pablo Cabrera. Sus composiciones se encontraban contenidas en un códice manuscrito titulado Libro de Varios Tratados y Noticias y se procede a editar e imprimir sus versos entre los años 1916 y 1917.
El Libro de Varios Tratados y Noticias es la única obra literaria conservada del siglo XVII en las tierras del actual territorio argentino. El texto fue escrito mientras se encontraba recluido en el convento de Santo Domingo donde se convirtió en fraile. Dicho texto, constituye una confesión autobiográfica que recuerda su peregrinaje desde el pecado hasta su conversión definitiva.
A medida que la población criolla crecía y la educación de esta se fortalecía, surgían los primeros destellos —aunque en forma embrionaria— de una literatura local en forma de cartas, epístolas y otros tipos de composiciones.
Durante la segunda mitad del siglo XVIII, aunque las autoridades españolas se empeñaban en restringir las noticias que llegaban de Europa a América, al puerto de Buenos Aires arribaban, subrepticiamente ocultos en los barcos, todo tipo de libros.

## La época independiente
La Revolución acabó con las restricciones, y cuando en 1812 se inauguró la primera biblioteca pública de Buenos Aires, promovida por Mariano Moreno, en apenas un mes los habitantes de Buenos Aires donaron más de 2000 libros.[cita requerida]
Las tensiones con la literatura francesa produjeron los fenómenos del criollismo, o literatura gauchesca y la reivindicación de la literatura española.
Hispanistas y gauchescos no formaron escuelas definidas ni coincidieron siempre en el tiempo; fueron más bien manifestaciones que tácitamente rechazaban la influencia francesa.
Mientras los primeros apenas dejaron huellas en cuanto a cantidad y calidad de obras, a los segundos se los considera fundadores de la literatura argentina moderna.

## SigloXIX

### Generación del '37
Marcos Sastre, un librero de la ciudad de Buenos Aires, ofreció en 1837 un salón de su «Librería Argentina» para oficiar de salón literario y que se efectuaran allí las reuniones de los grupos de lecturas y discusión de los intelectuales. La primera sesión inaugural fue en junio de 1837. Los conceptos básicos que cohesionaron al grupo, sentados en los discursos inaugurales de Juan Bautista Alberdi, Marcos Sastre, Juan María Gutiérrez, fueron:
- Necesidad de reflexionar sobre los acontecimientos políticos del pasado para poder actuar sobre el presente. Como manifestara Echeverría en un discurso frente al Código: "Señores, si hemos de hacer algo por nuestra patria, es preciso que nuestras ideas nazcan del conocimiento de la vida anterior y presente de nuestra sociedad."
- Retorno a los ideales de la Revolución de Mayo, de la que se consideraban hijos y sucesores.
- Creación de una literatura nacional, unida al medio geográfico y social, que atendiera "al fondo más que a la forma del pensamiento, a la idea más que al estilo, a la belleza útil más que a la belleza en sí" (Alberdi); que "armonice con la virgen y grandiosa naturaleza americana" (Echeverría). Los modelos literarios serán los ofrecidos por el romanticismo europeo, pero con una fuerte impronta de carácter criollista.
- Propuesta de un divorcio con respecto a los modelos literarios españoles y a la tutela académica.
- Defensa de la libertad en el empleo de la lengua, aceptan las variantes regionales del español americano.

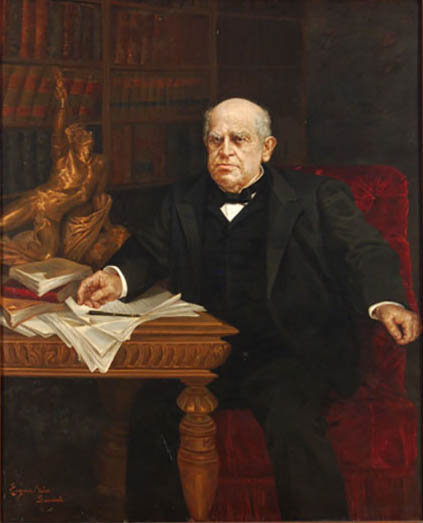
Domingo Faustino Sarmiento autor de Facundo (1845)

El primer relato que merece para muchos críticos el nombre de «fundacional», fue escrito antes de mediados del siglo XIX por Esteban Echeverría (1805-1851), escritor y político liberal, de tendencia romántica perteneciente a la denominada Generación del 37.
Su cuento El matadero, que describe una escena brutal de tortura y asesinato en los mataderos de ganado de Buenos Aires, es de un estilo realista infrecuente en la época.
Como manifiesta Carlos Gamerro, Echeverría entrega su escritura a la violación simbólica de los mazorqueros, quien también recuerda la sabia frase de David Viñas haciendo referencia a este cuento: "La literatura argentina empieza con una violación".
Claramente desde sus comienzos, la literatura argentina va a estar atada al contexto político. En aquel momento la sociedad argentina estaba dividida en dos facciones: unitarios y federales. Este conflicto se ve reflejado en El matadero y en muchas otras obras. Sobre la base de esto David Viñas dirá: “la literatura argentina empieza con Rosas”
Echeverría escribió también el poema La cautiva, de ambiente rural, pero de estilo culto y complejas resoluciones metafóricas y sintácticas.

### Domingo F. Sarmiento: "Facundo"
En 1845, Domingo Faustino Sarmiento, escritor y político que llegaría a la Presidencia de la Nación en 1868, había publicado Facundo, sobre el caudillo provincial Facundo Quiroga, a quien describe agudamente, pero a la vez pinta como símbolo y representación de la barbarie, a la que Sarmiento oponía el progreso y la civilización. Para la crítica del siglo XX, Facundo es también un libro inaugural de la literatura argentina.
En esta obra ensayística de Sarmiento se entrelazan distintas tramas discursivas: descripción, argumentación, narración, etc.; con el fin de reforzar sus argumentos, a partir de una antítesis fundamental: civilización o barbarie. La primera representada en el ámbito urbano, en el hombre racionalista, positivista, educado; la segunda, encarnada en el gaucho, dueño de sus propias leyes, las de la naturaleza; habitante de la campaña, vasta e inexplorada; ajeno a la educación, a la formación académica.
A partir de una mirada panorámica, descriptiva del ser gauchesco, el autor va particularizando los escenarios y los personajes, hasta llegar a la figura de Facundo Quiroga, caudillo riojano, en quien ve representado los ideales del federalismo y al mismo Rosas; político antagonista a quien pretende desestimar en sus escritos.

### La Literatura Gauchesca
La literatura gauchesca es un subgénero propio de la literatura latinoamericana que intenta recrear el lenguaje del gaucho y contar su manera de vivir.
Se caracteriza principalmente por tener al gaucho como personaje principal, y transcurrir las acciones en espacios abiertos y no urbanizados (como la pampa argentina). Es importante destacar que, más allá de que este género tiene como eje principal al gaucho, generalmente es usado por escritores de alto nivel socioeconómico. Esta literatura presenta descripciones de la vida campesina y sus costumbres, así como de los personajes sociales de ese entonces: indios, mestizos, negros y gringos, entre otros. Suele haber una exaltación de lo folclórico y cultural, y se emplea como protesta y para realizar una crítica social.
En la forma y el lenguaje, se distingue por el empleo abundante de metáforas, neologismos, arcaísmos y términos aborígenes. Suele haber poco uso de sinónimos, y predomina el monólogo sobre el diálogo.
Se inicia con un Romance escrito hacia 1777 por el religioso Juan Baltasar Maziel, en el cual

Canta un guaso en estilo campestre los triunfos del Excelentísimo Señor don Pedro de Cevallos.

Se refiere, claro, a las campañas militares del gobernador y después virrey Cevallos contra los portugueses. Su estilo no tiene ningún valor en particular, pero llama la atención por ser la primera de muchas obras gauchescas; otra particularidad es la notable diferencia entre el lenguaje gauchesco que utiliza con el de un siglo más tarde.
La segunda pieza notable de la gauchesca es una obra de teatro en verso, de autor anónimo, escrita en algún momento entre 1780 y 1795, El amor de la estanciera. Su lenguaje oscila entre una verdadera jerga de los gauchos y el lenguaje rural español que había sido adoptado por los escritores clásicos peninsulares del siglo XVIII.
En la época independiente, tuvo notable influencia la del oriental Bartolomé Hidalgo: sus Cielitos, que hablan de la peripecia patriótica, van deviniendo después en poemas en los cuales se incorporan las primeras denuncias que luego continuarán la voz de Los tres gauchos orientales y más tarde la voz de Martín Fierro de José Hernández.
Posteriormente ocurre la publicación de Fausto, de Estanislao del Campo (1866), sátira en verso en la que un gaucho relata con su propio lenguaje una representación de la ópera Fausto de Charles Gounod en el Teatro Colón de Buenos Aires.

### Martín Fierro
Martín Fierro es un poema narrativo de José Hernández, obra literaria considerada ejemplar del género gauchesco en Argentina y Uruguay. Se publicó en 1872 con el título El Gaucho Martín Fierro, y su continuación, La vuelta de Martín Fierro, apareció en 1879.

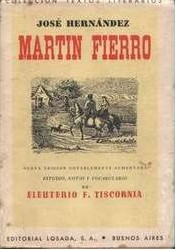
Portada del libro.

Narra el carácter independiente, heroico y sacrificado del gaucho. El poema es, en parte, una protesta en contra de las tendencias europeas y modernas del presidente argentino Domingo Faustino Sarmiento.

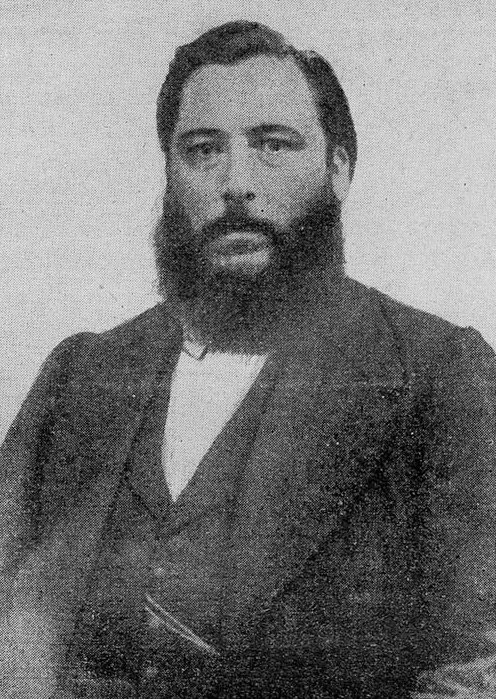
José Hernández.

Leopoldo Lugones, en su obra literaria El payador calificó a este poema como "el libro nacional de los argentinos" y reconoció al gaucho su calidad de genuino representante del país, emblema de la argentinidad. Para Ricardo Rojas representaba el clásico argentino por antonomasia. El gaucho dejaba de ser un hombre "fuera de la ley" para convertirse en héroe nacional. Leopoldo Marechal, en un ensayo titulado Simbolismos del "Martín Fierro" le buscó una clave alegórica. José María Rosa vio en el "Martín Fierro" una interpretación de la historia argentina.
Este libro ha aparecido literalmente en cientos de ediciones y fue traducido a más de 70 idiomas. La última fue al Quichua, tras nueve años de trabajo, por Don Sixto Palavecino y Gabriel Conti.
La obra narra las desventuras de un gaucho, reclutado a la fuerza para la guerra contra el indio, quien a su regreso mata a un hombre en duelo, huye y se exilia entre los salvajes.
Vuelto a la civilización, pronuncia una serie de máximas a sus hijos y reflexiones sobre las penurias de sus paisanos, los gauchos, parias de la pampa.
En cuanto a la producción literaria de mujeres, destacan en el siglo XIX autoras como Juana Manuela Gorriti, Eduarda Mansilla, Rosa Guerra y Juana Manso, que por un lado también discuten a su manera el problema nacional, por ejemplo con el motivo de la Cautiva o el tema gauchesco, por otro lado se insertan en la incipiente discusión feminista de la época, con problemas como la educación de la mujer.

### Generación del '80

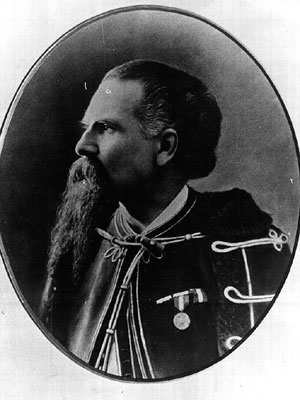
Lucio V. Mansilla en 1865.

Los hombres de esta época, como Lucio V. Mansilla y Miguel Cané, aprovecharon su experiencia europea para fundar, con un criterio argentino, un nuevo ciclo intelectual. En 1880 se produjeron dos acontecimientos de gran importancia para el país, desde el punto de vista político-social: el 20 de septiembre se aprueba la capitalidad de la ciudad de Buenos Aires y el 12 de octubre asume la presidencia Julio Argentino Roca. De esta manera, comenzó una época próspera y de gran estabilidad, donde las inversiones extranjeras se multiplicaron. La llegada de inmigrantes italianos, españoles, franceses, polacos, rusos, hebreos y alemanes (entre 1870 y 1910) provocó un verdadero cambio en la sociedad. En este contexto, «los ojos están puestos en Europa, pero la Generación del '80 no es europeizante, su acción corrobora el intenso fervor patriótico de aquellos hombres, muy porteños y muy inspirados en lo nacional».
La afición de esta generación no fue solamente la literatura o el periodismo, sino también la política, la diplomacia y la milicia. Los autores manifestaron objetivos, a través de sus obras, como rescatar el ayer para compararlo con el presente: «Los hombres del 80 ven que desaparece la vieja Buenos Aires, sus tipos humanos, sus costumbres, bajo la fuerza arrolladora del progreso y, al mismo tiempo, sienten la necesidad de recordar su pasado personal». Algunas obras que demuestran esta idea son: La gran aldea y Costumbres bonaerenses (1882) de Lucio Vicente López; Juvenilia (1884) de Miguel Cané; Retratos y recuerdos (1894) de Lucio V. Mansilla y Aguas abajo de Eduardo Wilde. Otro objetivo fue «representar la realidad social para denunciar, sobre todo, los males que la corroen (recursos naturalistas)» y esto se puede observar en obras como Sin rumbo (1885) y En la sangre (1887) de Eugenio Cambaceres.

## SigloXX

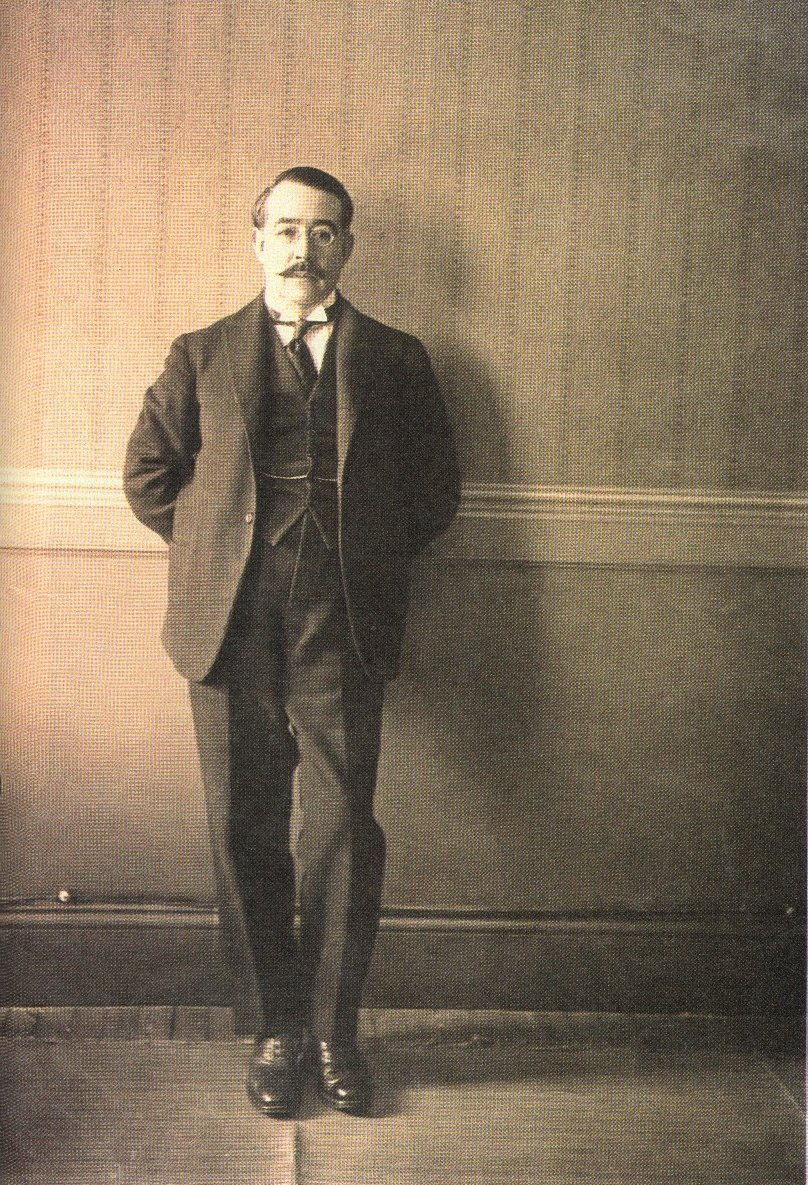
Leopoldo Lugones.

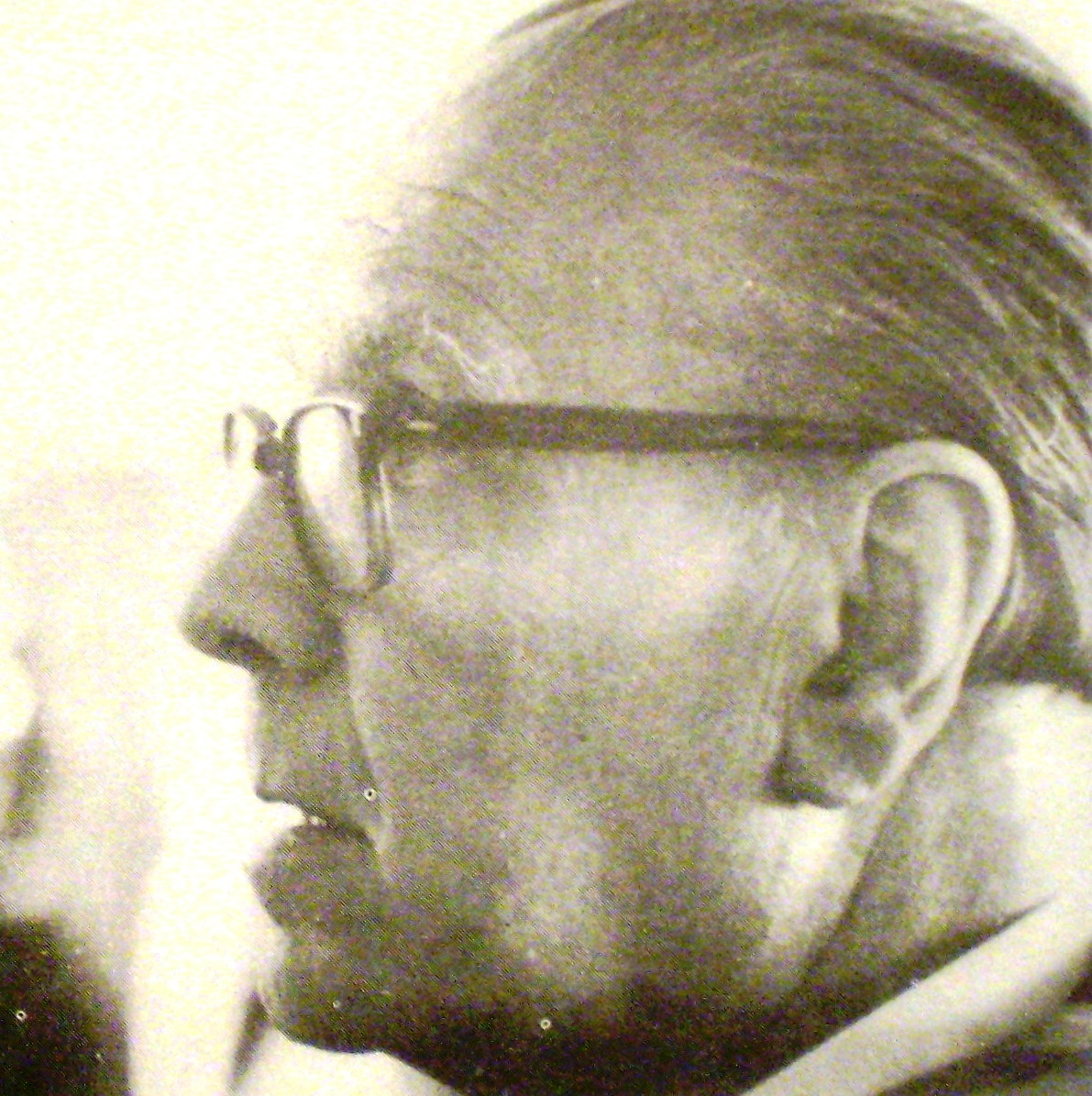
Jorge Luis Borges no solo fue el escritor más trascendente de la literatura argentina del, sino también uno de los más importantes a nivel universal.

Normalizada la vida política después de las guerras interiores, y con el gobierno en manos de liberales, el país entra con gran pujanza en el nuevo siglo y la literatura se hace cosmopolita. El poeta, narrador y ensayista Leopoldo Lugones es la figura que representa este puente entre dos épocas. Influido por la poesía del nicaragüense Rubén Darío, escribió poemarios de elaborada retórica, cuentos y combativos ensayos.
De su anarquismo inicial derivó hacia el nacionalismo autoritario, apoyó el primer golpe de Estado en el país (1930) y se suicidó en una posada en el delta del río Paraná.
A la poesía suntuosa de Lugones, sigue la «sencillista», de poetas como Baldomero Fernández Moreno y Evaristo Carriego. También a principios de este siglo es cuando Gustavo Martínez Zuviría (Hugo Wast) da comienzo a su gran producción de artículos y novelas varias de las cuales fueron llevadas al cine. Se destacan entre ellas Flor de Durazno (1911) en la que hace su debut en el cine Carlos Gardel y Valle Negro (1918) novela elogiada por Miguel de Unamuno. También hay que destacar a Alfonsina Storni, por sus poesías con toque feminista.
Ricardo Güiraldes publica su Don Segundo Sombra, novela rural que a diferencia de Martín Fierro no reivindica socialmente al gaucho, sino que lo evoca como personaje legendario, en un tono elegíaco.
En la provincia de Entre Ríos, a la orilla del río Paraná, el poeta Juan L. Ortiz inicia una obra solitaria, de intensa relación con el paisaje fluvial, pero también con sus humildes habitantes. Al mismo tiempo, en la provincia de Córdoba, Juan Filloy hace otro tanto, escribiendo una prolífica obra manteniéndose al margen del circuito editorial de Buenos Aires. 
En la década del cuarenta aparece una nueva vanguardia de la mano de Juan-Jacobo Bajarlía junto a Gyula Kosice, Edgar Bayley, Carmelo Arden Quin y Tomás Maldonado entre otros.
Al mismo tiempo, se afirma la figura de Borges, a la vez que es cuestionada por su presunto «cosmopolitismo». Ernesto Sabato publica su primera novela, El túnel, elogiada y premiada en Europa. Leopoldo Marechal publica varios libros de poesía y su Adán Buenosayres (1948).
Publican poetas como Olga Orozco y Enrique Molina y la poeta Celia Gourinski, influidos por el surrealismo europeo; Alberto Girri, admirador de la poesía anglosajona y Edgar Bayley, cofundador del «concretismo», de mayor gravitación en las artes plásticas que en la literatura.

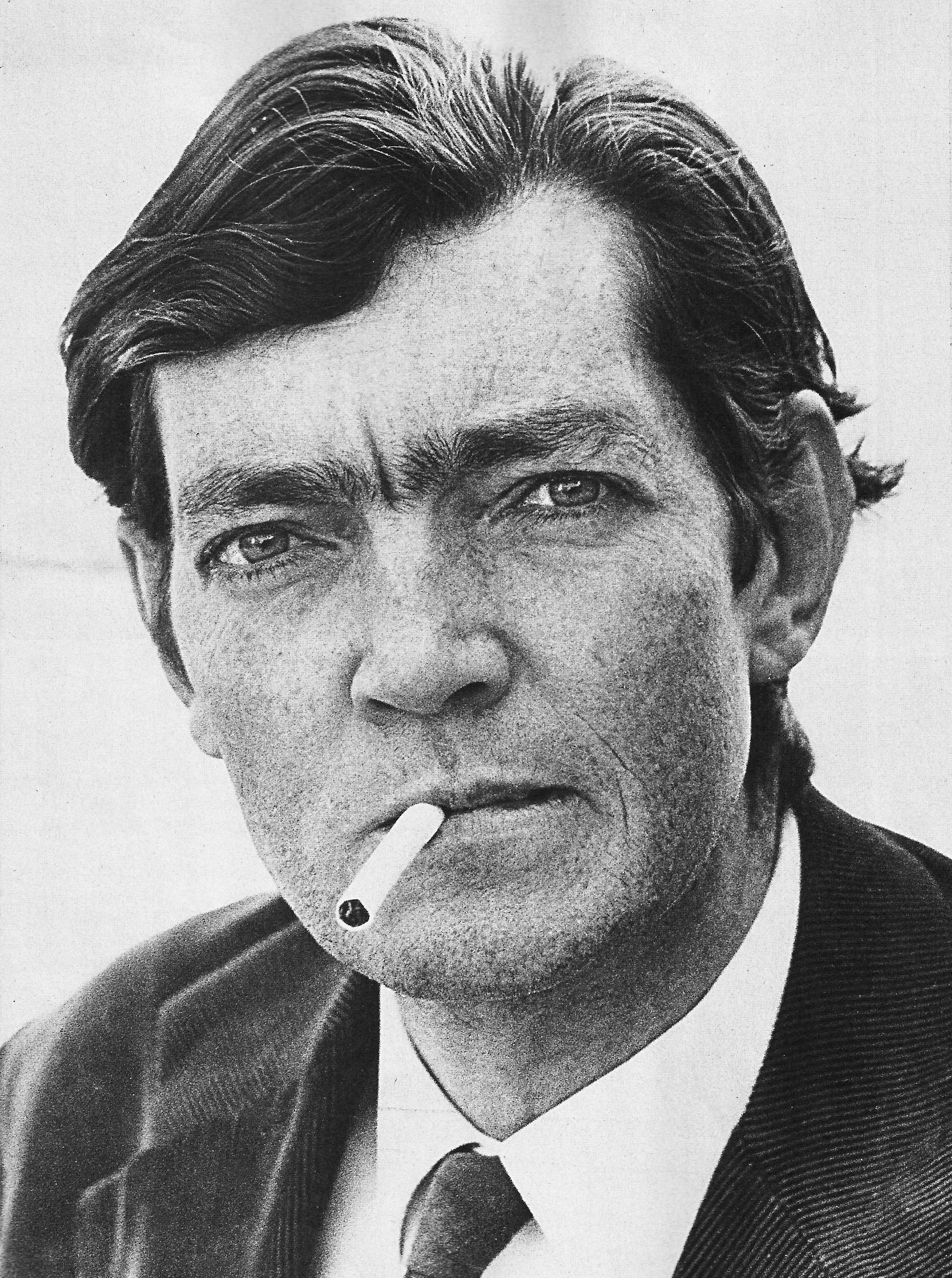
Julio Cortázar.

Julio Cortázar edita sus primeros cuentos en los años 1950, el primero de ellos por gestión de Borges, y se autoexilia en París.

### La polémica Florida-Boedo
En los años veinte, surge la polémica Florida-Boedo, entre lo que se conocería como el Grupo Florida y Grupo Boedo. Ambos grupos aglutinan a la vanguardia. El Grupo Florida tiene entre sus miembros sobre todo a personajes de la élite económica, mientras que el Grupo Boedo se proclama como antivanguardista, más ligados a los problemas sociales y económicos de las clases trabajadoras, influidos por el modelo realista de la literatura rusa, entre los que se destaca Roberto Arlt, aunque nunca se proclamó como perteneciente al Grupo Boedo (ver Café El Japonés). La polémica Florida-Boedo no es solamente de carácter económico, sino que refleja modos diferentes de concebir la literatura y la escritura; esto incluye las temáticas tratadas, el lenguaje utilizado, la función social que cada grupo le asigna a la literatura y los modelos literarios a seguir.

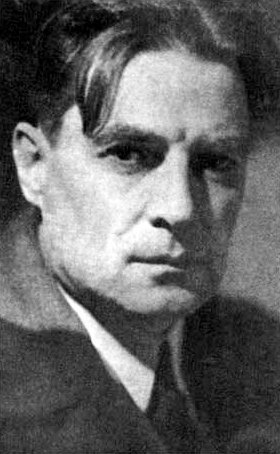
Roberto Arlt.

La hoja de divulgación del Grupo Florida se llamaría, significativamente, Martín Fierro, para algunos, un gesto snob, para otros, la expresión del matiz criollista que quería subrayar el movimiento innovador.
En ese periódico escribe Jorge Luis Borges, quien con el tiempo sería el más conocido fuera de las fronteras del país, y otros poetas clave, como Raúl González Tuñón y Oliverio Girondo (estos últimos, pertenecientes al Grupo Florida).

### El boom latinoamericano (1960-1970)

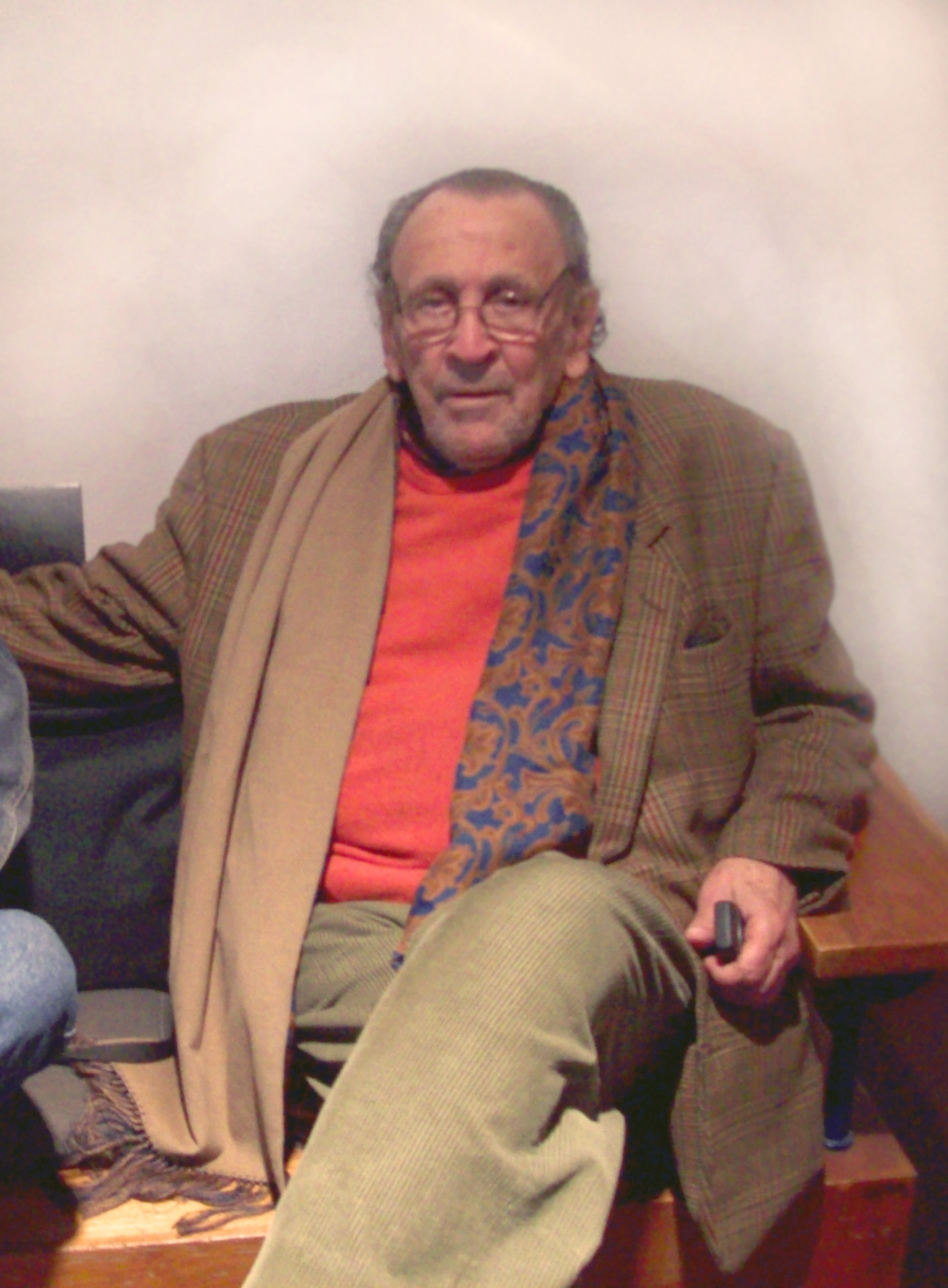
Jorge Álvarez con 'Editorial Jorge Álvarez' y Ediciones de la Flor editó libros como Los oficios terrestres de Rodolfo Walsh, La señora Ordóñez de Marta Lynch, La traición de Rita Hayworth de Manuel Puig, Los caudillos de Félix Luna, Mi amigo el Che de Jorge Rojo, Entre sajones y el arrabal de Leopoldo Torre Nilsson, entre otros.

El Boom latinoamericano fue un movimiento literario que surgió entre los años 1960 y 1970, cuando el trabajo de un grupo de novelistas latinoamericanos relativamente joven fue ampliamente distribuido en todo el mundo, preferencialmente en Europa. El boom está más relacionado con los autores Gabriel García Márquez de Colombia, Julio Cortázar de Argentina, Carlos Fuentes de México y Mario Vargas Llosa del Perú. Es un movimiento considerado "de vanguardia" por ser estos escritores quienes desafiaron las convenciones establecidas de la literatura hispánica. Su trabajo es experimental y, debido al clima político de Iberoamérica en la década de 1960, también muy política. El crítico Gerald Martin escribe: "No es una exageración para afirmar que si el continente del Sur fue conocido por dos cosas por encima de todos los demás en la década de 1960, éstas fueron, en primer lugar, la Revolución Cubana y su impacto tanto en América Latina y el Tercer Mundo en general, y en segundo lugar, el auge de la literatura latinoamericana, cuyo ascenso y caída coincidió con el auge y caída de las percepciones Liberales de Cuba entre 1959 y 1971".
Por fuera del núcleo fundador del boom florecieron las voces de otros escritores cuya obra comenzó a valorarse a través de los años, algunos con publicaciones anteriores, como Antonio Di Benedetto, y otros posteriores como Sara Gallardo.
En esa década y la siguiente, la vanguardia poética se reagrupa en la revista Poesía Buenos Aires, dirigida por Raúl Gustavo Aguirre.
El poeta Juan Gelman aparece como la figura más destacada de una poesía de tono coloquial, políticamente comprometida, que incluye a Juana Bignozzi y Horacio Salas, mientras Fernando Demaría se destaca por su lirismo íntimamente ligado a la tierra y al paisaje.
Destacan, también, en poesía y narrativa: Rafael Squirru, Manuel Mujica Lainez, Elvira Orphée, Fernando Guibert, María Granata, Joaquín Giannuzzi, Leónidas Lamborghini, Emeterio Cerro, Juan-Jacobo Bajarlía, Alejandra Pizarnik, Abelardo Castillo, Liliana Heker, Celia Paschero,Vicente Battista, Beatriz Guido, Bernardo Kordon, Juan José Manauta, Rodolfo Walsh, Silvina Ocampo, Adolfo Bioy Casares, de muy distintas ideas estéticas, que recorren una gama de estilos que va desde lo social hasta lo existencial y lo fantástico. Sobresale en el interior argentino, Juan Bautista Zalazar, poeta y cuentista nacido en La Rioja y afincado en Catamarca.

#### Centro Editor de América Latina (1966)
En la década de 1960 aparecerá el Centro Editor de América Latina. Esta editorial se convertirá en el centro intelectual de muchos de los principales escritores y críticos literarios de Argentina, abarcando a la generación de intelectuales provenientes de 1950 hasta 1980. Jaime Rest, Beatriz Sarlo, Nicolás Rosa, David Viñas, entre muchos otros, desfilarán por el Centro Editorial dirigiendo colecciones o bien contribuyendo como escritores de fascículos. Esta editorial será clave en la difusión de la literatura argentina con su colección Capítulo. Historia de la literatura argentina, una edición fascicular semanal que entregará un fascículo crítico junto con un libro de literatura argentina. De esta forma, los críticos literarios argentinos más destacados darán sus primeros pasos como prologistas y anotadores de obras literarias argentinas destacadas. El Centro Editor de América Latina no sólo permitió el desarrollo intelectual de muchas generaciones jóvenes que se iniciaban en la carrera académica, sino que además fue clave para difundir la literatura argentina a los lugares más recónditos del país, alternando entre clásicos como el Martín Fierro de José Hernández y obras un poco menos tradicionales como La musa y el gato escaldado de Nicolás Olivari.

### Los años setenta y ochenta (1970-1980)
Después de la dictadura militar de la historia local (1976-1983), en la narrativa se destacan nombres como los de Daniel Moyano, Ricardo Piglia, Manuel Puig, Hebe Uhart, Antonio Di Benedetto, Juan Martini, César Aira, Juan José Saer, Carlos Catania, Julio Carreras (h), Antonio Dal Masetto, Alan Pauls, Ana María Shua, Rodolfo Fogwill, Pablo Urbanyi, Alicia Steimberg, Luisa Valenzuela, Alberto Laiseca, Osvaldo Soriano, Luisa Futoransky, Jorge Asís, Héctor Tizón, Rodrigo Fresán, Mempo Giardinelli, Alicia Kozameh, Reina Roffé, Cristina Feijóo, Rodolfo Rabanal, Susana Szwarc, Jorge Torres Zavaleta, Juan Carlos Boveri, Leopoldo Brizuela, Salvador Benesdra, Guillermo Martínez y poetas como Celia Gourinski, Arturo Carrera, Néstor Perlongher, Ricardo Zelarrayán, Susana Thénon, Irene Gruss, Cristina Piña, Diana Bellessi, Jorge Aulicino, Javier Adúriz, Ruth Mehl, Santiago Sylvester, Horacio Castillo, María del Carmen Colombo, Rafael Roldán Auzqui, Elsa Bornemann
Muchos de estos autores habían comenzado su actividad en los años anteriores a la dictadura; otros aparecen en los ochenta y noventa para reanudar la discusión literaria.
El tono paródico en algunos de ellos, la ironía, la fantasía, el realismo y la épica, la gravedad o la liviandad, el minimalismo y la lírica intimista y feminista indican las tendencias y tensiones del momento histórico.

### Poesía de los años noventa (1990-2000)
Durante el gobierno de Carlos Saúl Menem (1989-1999), surgen nuevos grupos de autores, alrededor de núcleos de autogestión. Se organizan lejos del circuito tradicional en galerías, y comienzan el uso de centros culturales barriales y discotecas (boliches).
Publican en editoriales pequeñas (VOX, Siesta, Ediciones del Diego, Ediciones ByF, Selecciones de Amadeo Mandarino), revistas independientes (como 18 wyskies) y en la Red.
Destacan autores como Juan Desiderio (La Zanjita),
Washington Cucurto (Zelarayan y La máquina de hacer paraguayitos),
Daniel Durand (Segovia y El cielo de Boedo),
José Villa,
Alejandro Rubio (Música mala),
Damián Ríos (La pasión del novelista y El perro del poema),
Martín Gambarotta (Púnctum y Seudo),
Sergio Raimondi (Poesía Civil y Diccionario crítico de la lengua),
Fabián Casas (Tuca, El Salmón, Oda, El spleen de Boedo y El hombre de overall),
Martín Prieto,
Daniel García Helder (El Guadal),
Darío Rojo,
Ezequiel Alemian y Manuel Alemian,
Rodolfo Edwards,
Martín Rodríguez,
Eduardo Ainbinder,
Verónica Viola Fisher,
Fernanda Laguna.
Después del colapso económico y financiero de 2001 y 2002 se intensifican aún más esas activades autogestionadas.

## SigloXXI

### La literatura Post-crisis (2001- Actualidad)
En la segunda mitad de la década de 2000, comenzó a consolidarse una nueva generación de escritores, al mismo tiempo que surgen nuevas voces con escrituras más breves, experimentales y publicadas algunas a través de Internet, en coincidencia con la aparición del formato del blog. A este movimiento se lo denominó Nueva Narrativa Argentina y comienza a tomar notoriedad pública a partir de 2005, con la publicación de la antología La joven guardia, que significa la primera publicación para una buena cantidad de nuevos autores y la presentación en sociedad de una generación caracterizada por la autogestión y la organización de lecturas públicas, reivindicando el rol de la literatura como un acto colectivo. Con compilación y prólogo a cargo del periodista y crítico Maximiliano Tomas, en ese primer corte de autores figuraban algunos nombres que en la actualidad figuran como consagrados: Samanta Schweblin, Mariana Enríquez, Patricio Pron, Pedro Mairal, entre muchos otros. Tras la crisis de 2001 y la impronta nacionalista y de corte populista del kirchnerismo, esta nueva generación parece haber dejado atrás algunas de las temáticas más marcadas de la literatura postdictadura, aunque todavía mantiene un hilo vincular con la generación de los '90. Hacia 2011, la publicación de Los prisioneros de la torre, ensayo de Elsa Drucaroff sobre la literatura argentina postdictadura, significa la primera legitimación académica de los narradores de La joven guardia y del movimiento literario que generó. Al mismo tiempo, parece colocar un primer límite temporal a dicho movimiento y sienta las bases para el reconocimiento de la existencia de una nueva generación: la "nueva nueva narrativa". Aún poco visible en un campo literario que recién termina de descubrir la "nueva generación" anterior, se presenta como un movimiento colectivo y de participación donde la influencia de la dictadura parece haberse reducido para darle lugar a una literatura con un compromiso político renovado, donde también aparecen con fuerza la autobiografía, la influencia de los medios de comunicación, el uso de drogas, un fuerte vínculo con las redes sociales, la adaptación a las nuevas tecnologías y una mirada lúdica acerca de la realidad, dentro de un marco crítico pero sin la desesperanza que teñía el espíritu de las generaciones inmediatamente anteriores.
Por otro lado dentro de la literatura y el arte de post-crisis, resurgen los colectivos artísticos plásticos y literarios al margen de las coyunturas políticas oficiales, donde las propuestas creativas irrumpen dando vida a viejas prácticas autogestionadas de fines de los ´70 retomando premisas libertarias en forma y en contenido con reminiscencias del situacionismo, en este caso se puede nombrar entre otros promoviendo un arte que cuestione y critique la cultura desde el centro mismo del acto creativo.
Entre los autores más relevantes de la actualidad destacan nombres como Selva Almada, Oliverio Coelho, Gabriela Cabezón Cámara, Hernán Ronsino, Daniel Guebel, Carlos Aletto, Luis Sagasti, María Moreno, Roque Larraquy, Ariana Harwicz, Leonardo Oyola, Pablo Katchadjian, Federico Falco, Enzo Maqueira, Fernanda García Lao y Luciano Lamberti. 

## Literatura por regiones
La literatura de las provincias del interior es tan antigua y prolífica como la literatura de Buenos Aires, con la diferencia que los escritores provincianos, por su acceso restringido a las grandes editoriales y a los medios de comunicación masivos, son mucho menos conocidos que los escritores metropolitanos.

### Córdoba y región central. Santa Fe
La pampeana Olga Orozco llevó a cabo una notable producción literaria que le valió numerosos premios. Por su parte, el correntino de nacimiento pero rosarino de formación, Velmiro Ayala Gauna escribió cuentos detectivescos, en tanto que Julia Morilla de Campbell canalizó su producción hacia la literatura infantil.

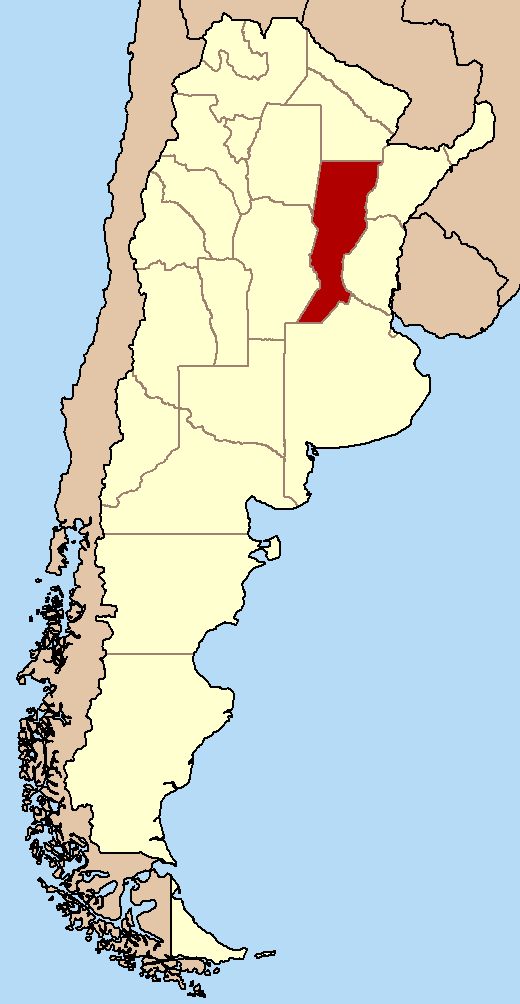
Santa Fe

La producción literaria santafesina ha sido sumamente prolífica. El libro publicado en 2019 "Cien años de cine y literatura santafesina" permite realizar un amplio y minucioso recorrido por el mundo de las letras local. El autor, Paulo Ballan compara con un "río torrentoso que incluye arte, creencias, mitos, valores y disvalores, agua cristalina y barro" esa construcción dinámica que algunos llaman identidad cultural, nutrida de producciones literarias y audiovisuales que revelan diferentes matices de nuestra historia.
Entre los escritores más reconocidos se encuentra Juan José Saer, nacido en Serodino y autor de obras célebres como El limonero real (1974), Nadie nada nunca (1980) y  Glosa (1986), Angélica Gorodischer, referente de la ciencia ficción y la fantasía. 

En cuanto a la literatura infantil, se pueden nombrar las siguientes autoras santafesinas: Alicia Barberis, Marta Coutaz, Analía Giordanino, Ruth Hillar y Cecilia Moscovich.

### Noroeste

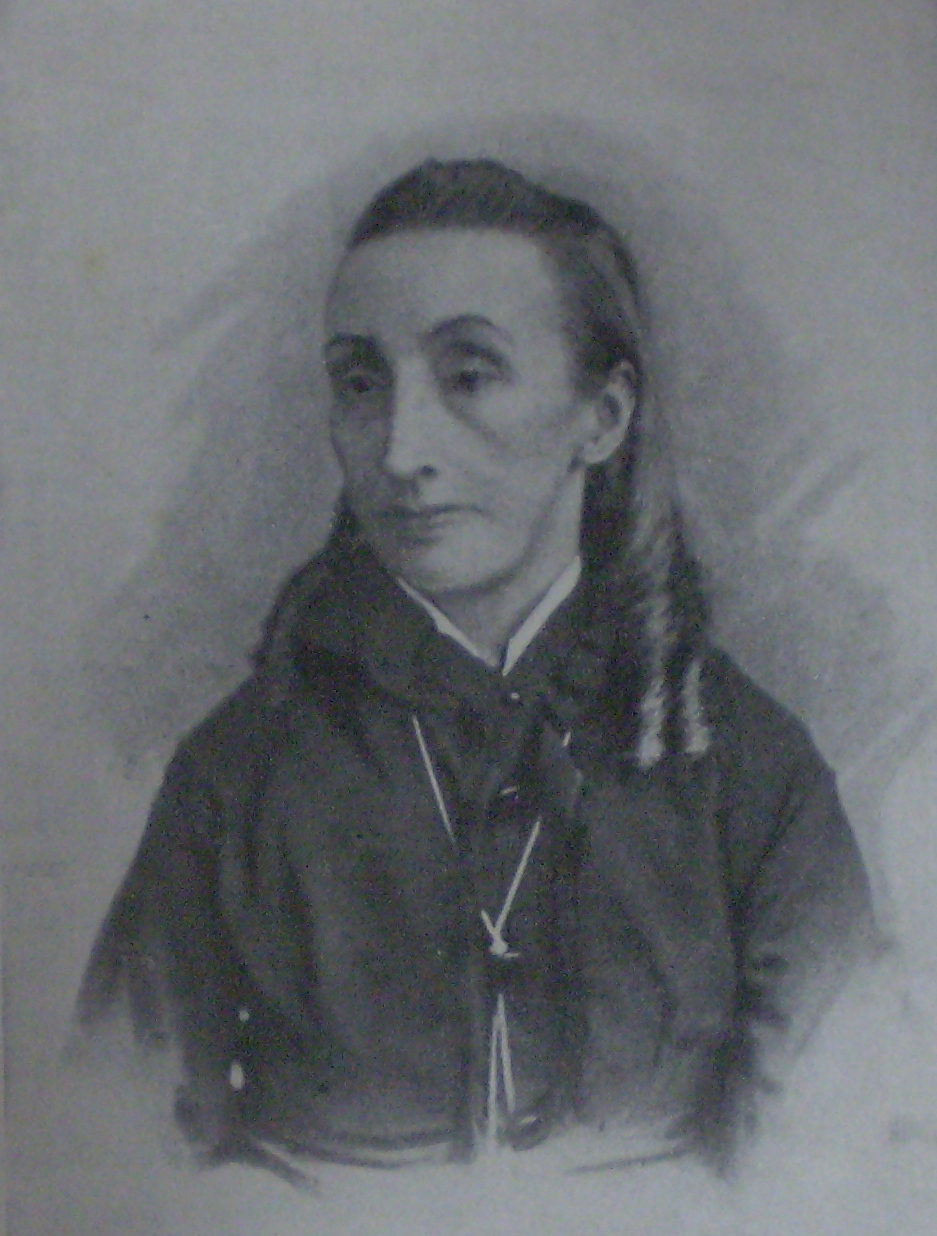
Juana Manuela Gorriti (1818-1896), famosa por sus obras en prosa, en especial, por sus cuentos.

Juan Carlos Dávalos y Manuel J. Castilla fueron prolíficos poetas que describieron la Salta de mediados del siglo XX, aunque Dávalos también se incursionó en la prosa. Otro prosista destacado de esa provincia es Federico Gauffin; y no se puede dejar de hablar de los jujeños Juana Manuela Gorriti y Héctor Tizón, este último describió la cultura indígena de su provincia. El catamarqueño Fray Mamerto Esquiú hizo aportes desde el periodismo, mientras en épocas posteriores, su coterráneo Luis Franco produjo notables ensayos. En Tucumán descuellan, entre otros, Elvira Orphée, el cuentista Ramón Alberto Pérez y los periodistas y escritores Tomás Eloy Martínez y Julio Ardiles Gray.

### Cuyo
Mendoza produjo, entre otros notables escritores, a Juan Draghi Lucero, Antonio Di Benedetto, Armando Tejada Gómez o Abelardo Arias. En San Juan, Jorge Leonidas Escudero desarrolló una lírica de matices regionalistas y universales, además de redactar numerosos artículos periodísticos. En las letras puntanas sobresale Antonio Esteban Agüero.

### Litoral y el Chaco
Entre Ríos cuenta con una larga tradición literaria en todos los géneros, con autores de la talla de Fray Mocho (1858-1903), Martiniano Leguizamón (1814-1881), Mariano E. López, Emma Barrandeguy (1914-2006), Carlos Mastronardi (1901-1976) y Juan L. Ortiz (1896-1978), Guillermo Saraví (1899-1965), Gervasio Méndez (1843-1887), Olegario V. Andrade (1839-1882). En Corrientes se destacan Francisco Madariaga, Manuel Florencio Mantilla y Gerardo Pisarello. Las letras de la región chaqueña son bastante más recientes e incipientes, por tratarse de provincias relativamente jóvenes. Juan Ramón Lestani (1904-1952) se destacó en el ensayo y en los estudios sobre la región, al igual que Guido Arnoldo Miranda (1912-1994). El poeta entrerriano Alfredo Veiravé (1928-1991), fue muy aclamado en el Chaco e incluso tiene un Premio de Poesía con su nombre. Aledo Meloni (n. 1912), con sus coplas, se coronó como el mejor poeta Chaqueño (A pesar de haber nacido en Buenos Aires). Hugo Mitoire (n. 1971) es una figura que ha aportado mucho a la literatura infantil de terror. Mempo Giardinelli (n. 1947) resalta en las letras chaqueñas, al igual que Gustavo Roldán (1935-2012) u Oscar Hermes Villordo (1928-1994). Sandro Centurión, de Formosa, ha escrito cuentos de diversa índole. Miguel Raúl López Breard de Corrientes (1938-2021) autor de Los Mitos y Leyendas Guaraníes, Cuentos costumbristas y relatos de viajes a la Yverá, Diccionario de la lengua Avá ñeé, El señor de Santa Tecla y más de 30 libros. 30/06/2011, mientras que Mariano Quirós, de Chaco, ha producido una novela detectivesca.

## Teatro
A partir de 1870 y en plena expansión, Buenos Aires fue una de las primeras ciudades de la Argentina que desarrolló un teatro popular genuino. Mientras que las obras de importación y las óperas eran llevadas a cabo en el Teatro Colón, hubo un teatro popular que presentaba melodramas basados en gauchos. Un ejemplo es Juan Moreira, (originariamente una novela de Eduardo Gutiérrez) que fue convertida en melodrama gracias a José Podestá en 1886. Después de 1900 también floreció un teatro de sainetes, intermedios cortos a modo de farsas, a menudo escritos en lunfardo y dirigidos a un público de clase baja. Los sainetes dieron pie e inspiraron los dramas más duraderos sobre la vida de las clases trabajadoras escritos por Armando Discépolo. 
«El intento consciente de crear teatros nacionales y de fomentar una literatura dramática nacional parte del período criollista, hacia el año 1900. Este es también el período en el que el teatro naturalista de Ibsen ejercía mayor influencia y muchos novelistas del naturalismo latinoamericano y de las escuelas realistas hicieron también su contribución al teatro». El dramaturgo que más se ha destacado en este período fue el uruguayo Florencio Sánchez, quien se consagró exclusivamente al teatro en Buenos Aires y escribió obras que describían el conflicto entre el progreso y las nuevas ideas por un lado y las actitudes tradicionales por el otro. Las obras M' hijo el dotor (1903), La gringa (1904) y Barranca abajo (1905) reflejan el conflicto entre la Argentina de los inmigrantes y la criolla, que se agudizó en el momento de cambio de siglo. 
«En los años treinta hubo un intento de crear un teatro de mayor originalidad y de nivel artístico más elevado, y su promotor fue el novelista Roberto Arlt», su primera obra teatral es Trescientos millones (1932).

## Revistas literarias
En Argentina, las revistas literarias fueron cruciales en la difusión de nuevos escritores, intelectuales y académicos, además de ser un punto de encuentro para el intercambio de las diferentes perspectivas sobre la literatura y los posicionamientos políticos en relación con los modelos literarios.
Algunas de las principales revistas fueron:
- Libre palabra - 1911 - 1912? - 4 ejemplares
- Martín Fierro - 1924 - 1927 - 37 ejemplares
- Libra - 1929 - 1 ejemplar
- Nervio - 1931 - 1936 - 48 ejemplares
- Revista Sur[45] - 1931-1992 - 371 ejemplares
- Contra. La revista de los francotiradores - 1933-1933 - 6 ejemplares
- La Revista Multicolor de los sábados - 1933 -1934 - 61 ejemplares
- Destiempo - 1936 -1937 - 3 ejemplares
- Cosmorama - 1943 -1945 - 9 ejemplares
- Cultura - 1949 -1952 - 12 ejemplares
- Contorno (revista) - 1953 - 1959 - 10 ejemplares
- Las ciento y una - 1953 - 1 ejemplar
- Revista del mar dulce - 1955 - 1959 - 10 ejemplares
- El grillo de papel - 1959–1960 - 6 ejemplares
- El escarabajo de oro - 1961–1974 - 37 ejemplares
- Revista Setecientosmonos - 1964 - 1967
- Literatura y sociedad - 1965 - 1 ejemplar
- El cielo - 1968 - 1969 - 3 ejemplares
- Los libros -1969 -1976 - 44 ejemplares
- Nuevos aires - 1970 -1973 - 11 ejemplares
- Latinoamericana - 1972 -1974 - 3 ejemplares
- Crisis - 1973–1976 - 40 ejemplares
- Literal - 1973–1977 - 5 números en 4 volúmenes
- Posta. Bimestral de arte y literatura - 1977 - 3 ejemplares
- El Ornitorrinco - 1977–1976 - 14 ejemplares
- Revista Punto de Vista - 1978 - 2008 - 90 ejemplares
- Puro Cuento - 1985–1992
- Babel. Revista de Libros - 1988–1991 - 22 números
- Axxón - 1989 - () revista en línea
- Revista Lea[46] - 2001–2005
- The Buenos Aires Review[47] - 2009- - revista en línea
- El Corán y el Termotanque[48] - 2014-2018 - 9 números